# 大菜花山灯塔
大菜花山灯塔是浙江省舟山市境内的一座灯塔。灯塔位于定海区，金塘岛以北、册子岛以西的大菜花山上，邻近西堠门水道。1927年（民国16年），灯塔由象山县“二难兄弟”任筱和、任筱孚筹资建成，1936年由江海关接管。2011年，大菜花山灯塔与舟山市和宁波市境内的其他十二座灯塔被列入第三次全国文物普查百大新发现。